# Kystmuseum Skagen

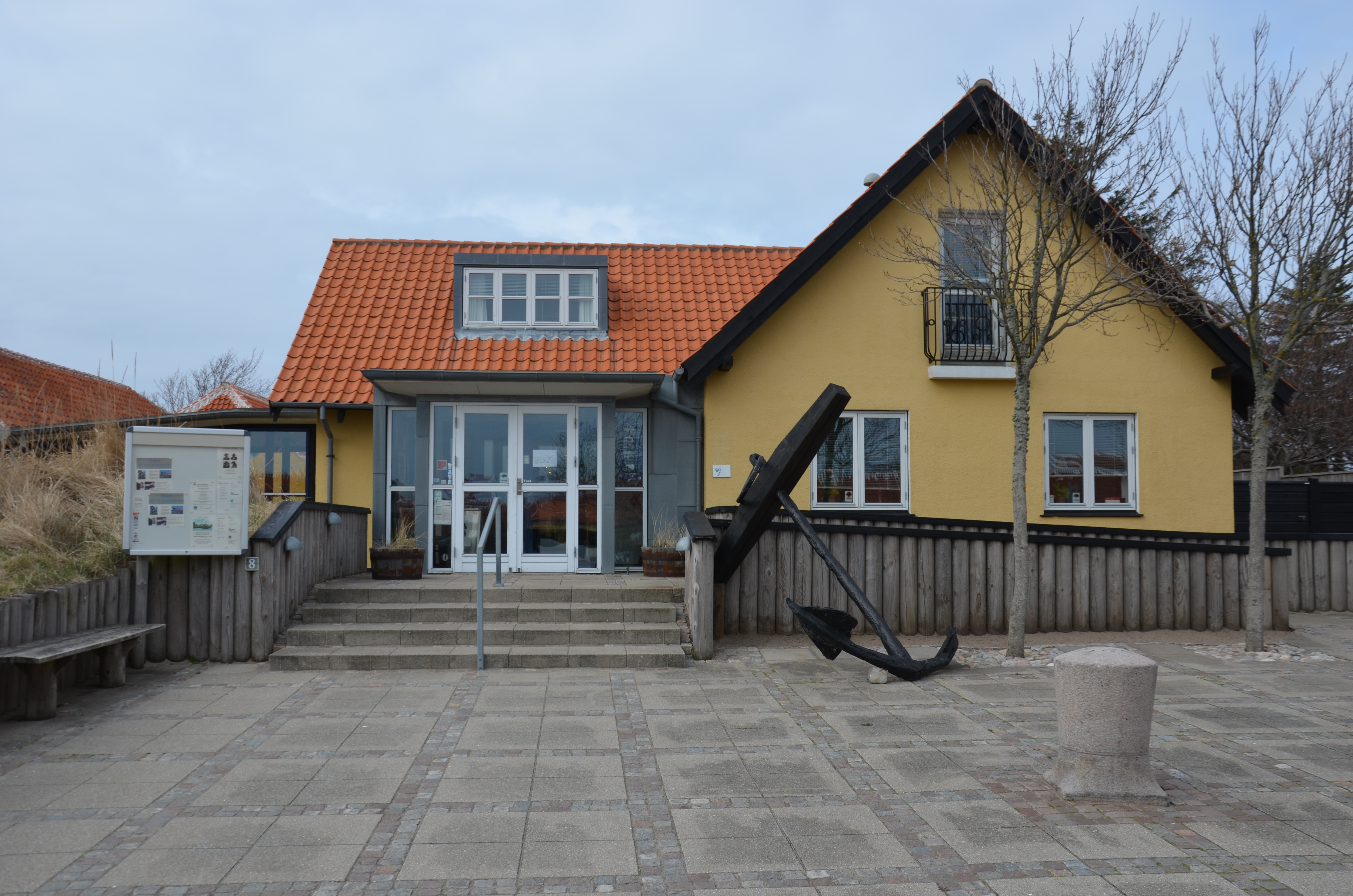
Entrén till Skagen By- og Egnsmuseum

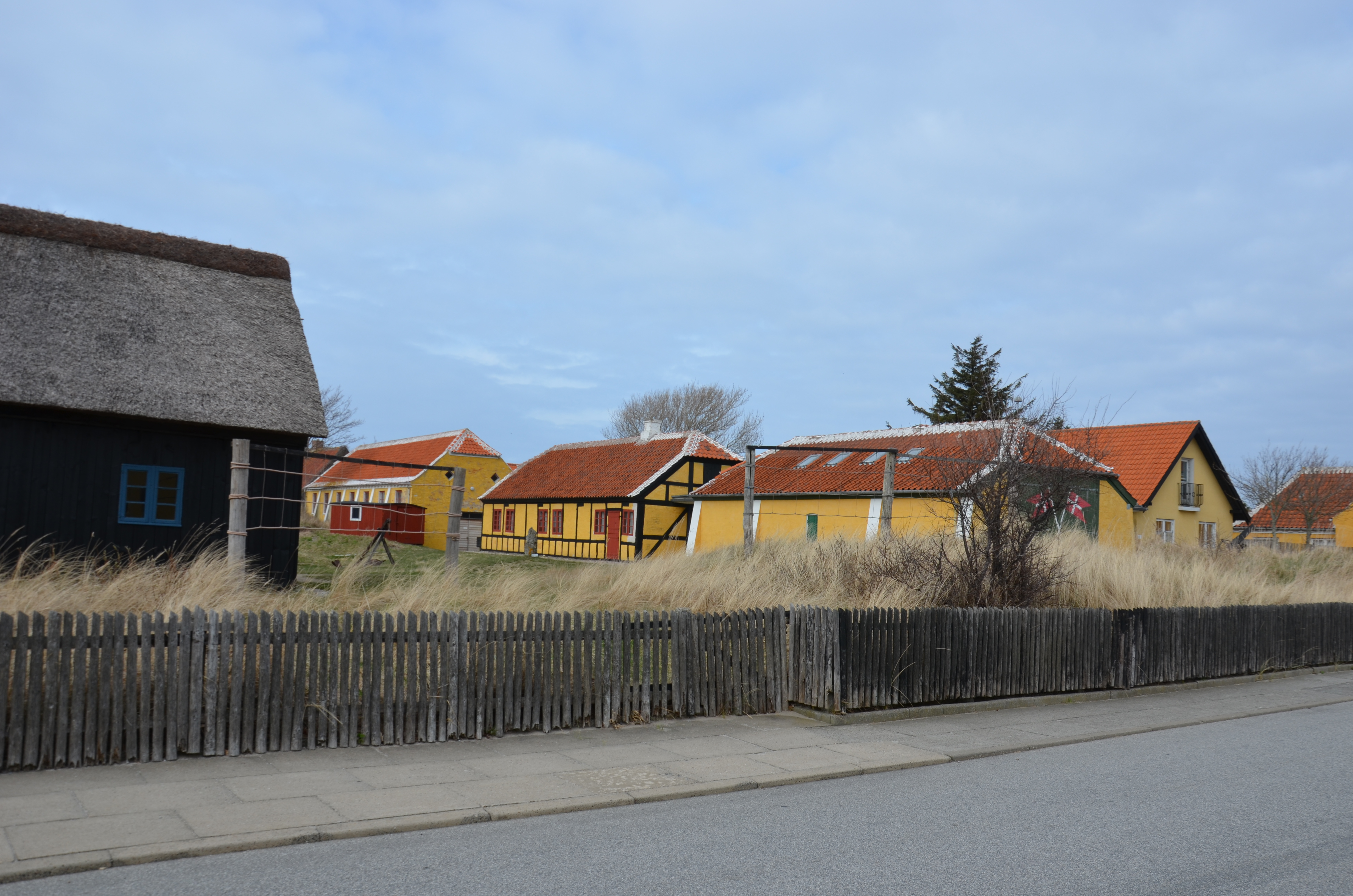
Skagen By- og Egnsmuseum från P.K. Nielsens Vej

Kystmuseum Skagen, tidigare Skagen By- og Egnsmuseum, Fortidsminderne är ett privat lokalhistoriskt museum vid P.K. Nielsens Vej 8 i Skagen.
Kystmuseum Skagen grundades som Skagen Bymuseum 1927. År 1938 flyttade museet från Österbyn till klittområdet Svallerbakken i Vesterbyn och ändrade namnet till Skagens Museum Fortidsminder.
På museiområdet finns bland annat en tidigare sjöräddningsstation och en halmklädd kvarn. Museet har också nordsjökuttern Hansa, byggd 1924 på 
Bröderne Nippers Skibsbyggeri i Skagen för fiske med snurrevad. Museet tog 1990 initiativ till att rädda båten och restaurerade den till sjödugligt skick. Den har en 80 hästkrafters encylindrig Hundestedmotor.
Sedan 2009 ingår Kystmuseum tillsammans med övriga kulturhistoriska museer i  Frederikshavn kommun i Nordjyllands Kystmuseum.

## Bildgalleri

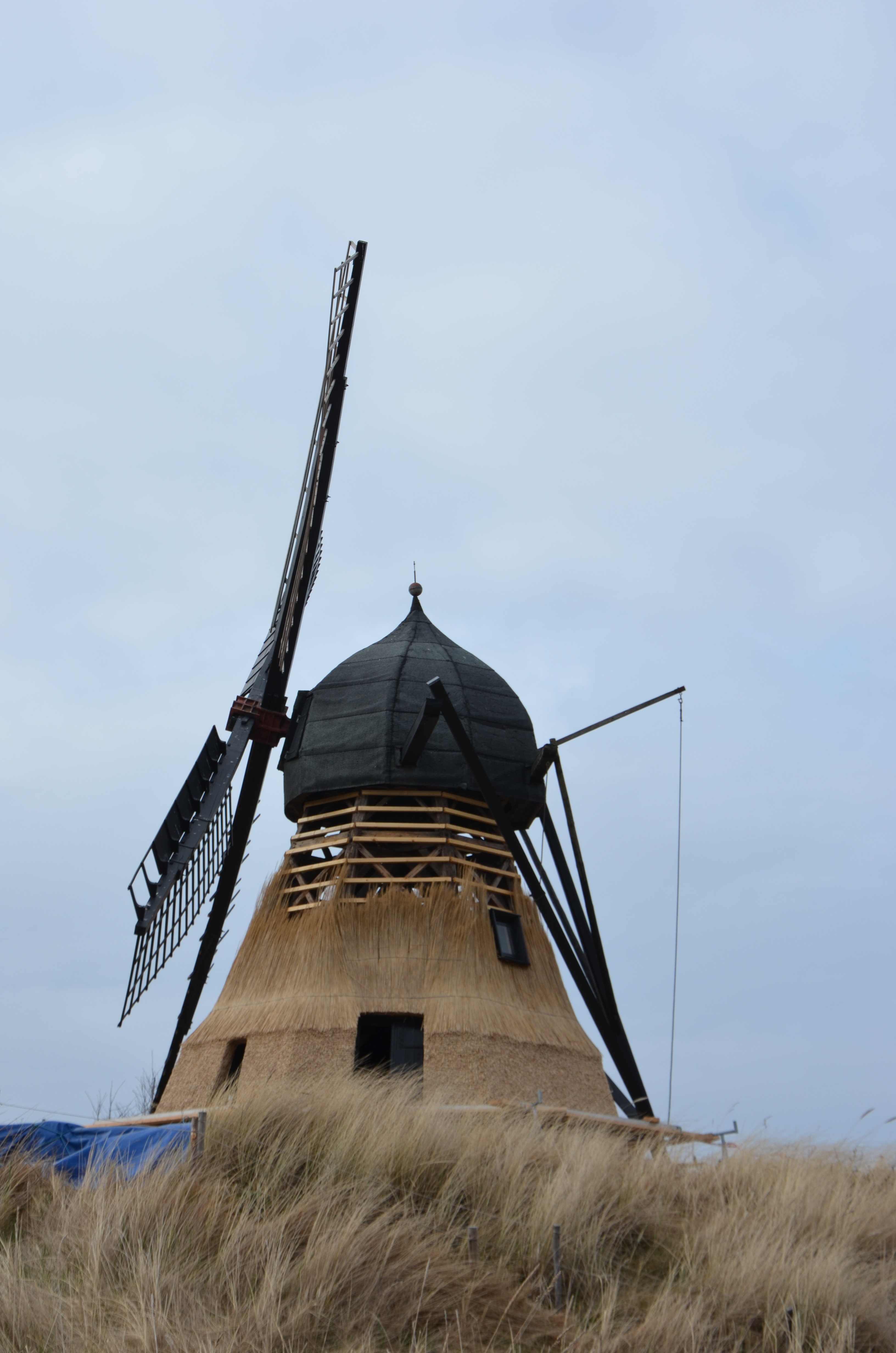
Den halmklädda kvarnen
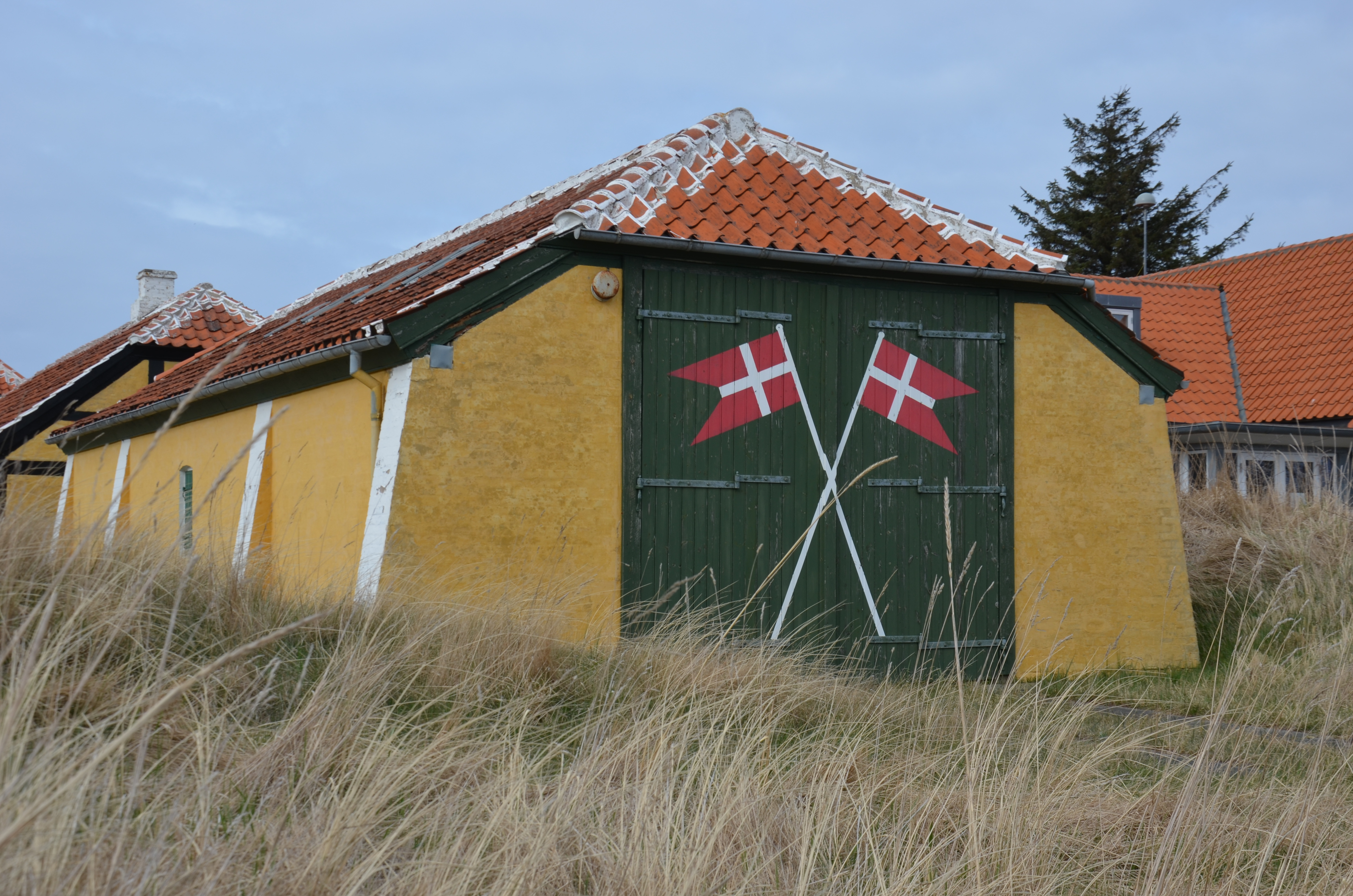
Tidigare sjöräddningsstation
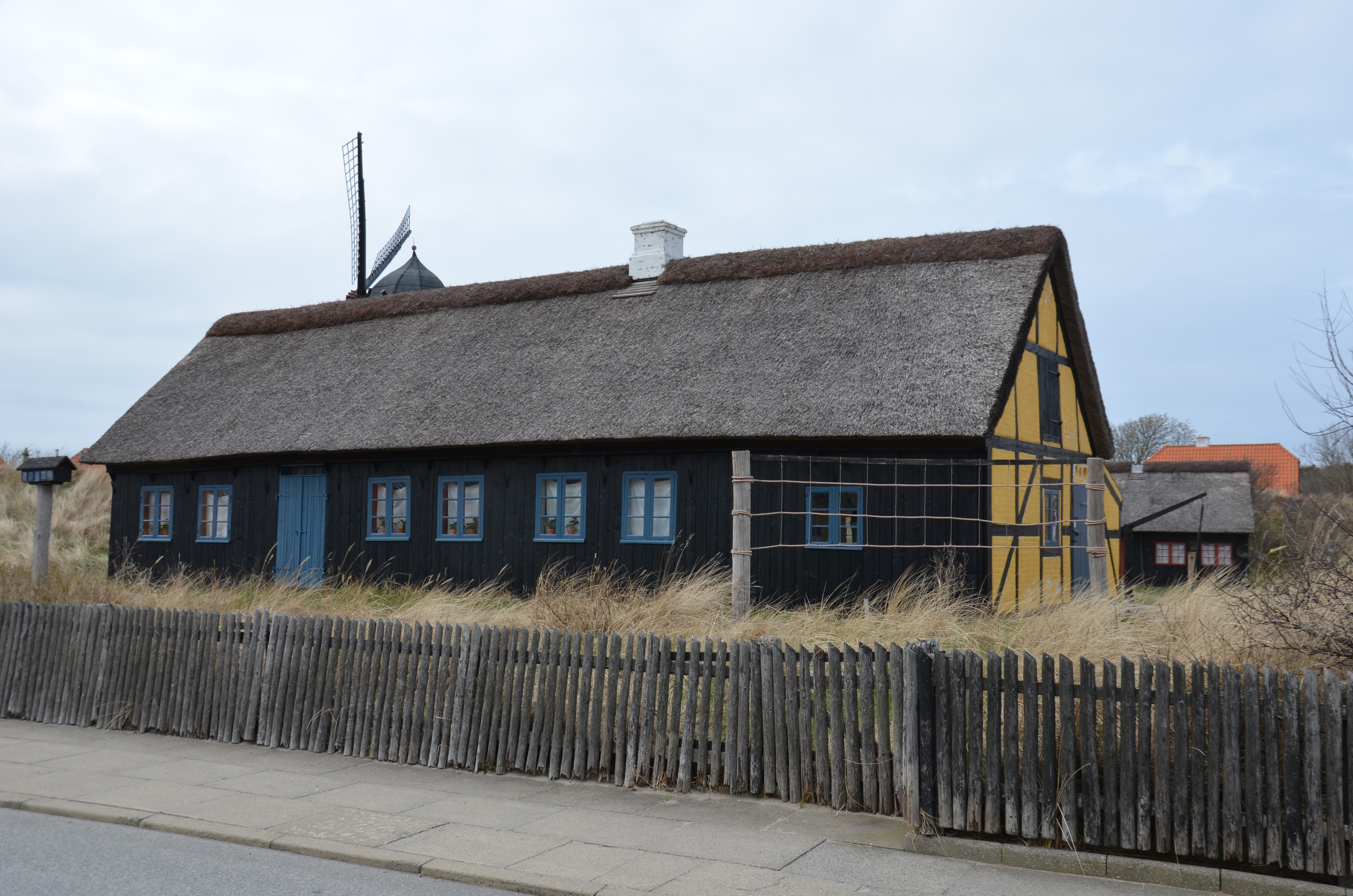
Byggnad på området
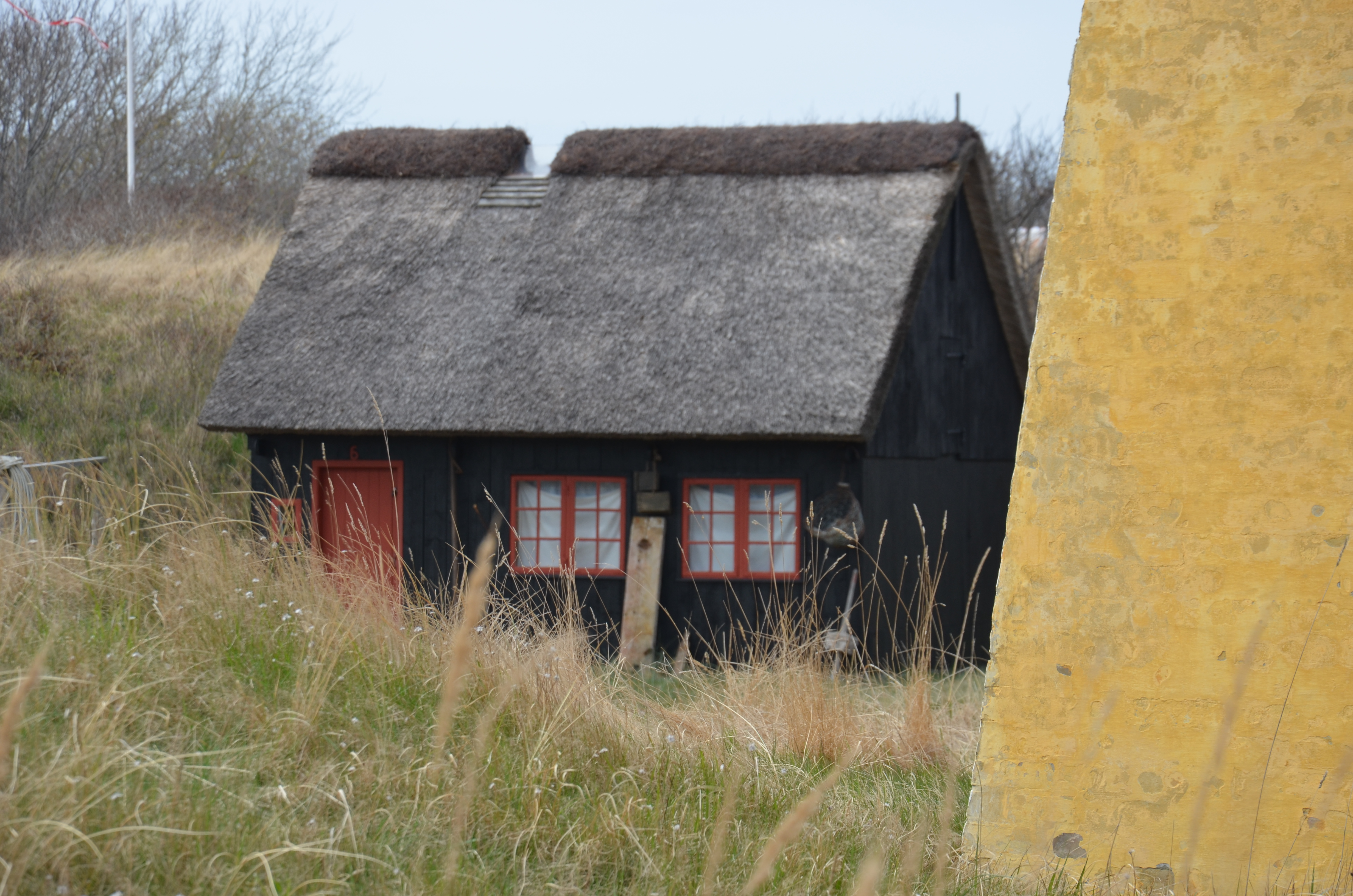
Byggnad på området